# ناثان هوب
ناثان هوب (بالإنجليزية: Nathan Hope)‏ هو مصور سينمائي ومخرج أمريكي، ولد في القرن العشرين.

## وصلات خارجية
- ناثان هوب على موقع IMDb (الإنجليزية)
- ناثان هوب على موقع ألو سيني (الفرنسية)
- ناثان هوب على موقع أول موفي (الإنجليزية)
- ناثان هوب على موقع قاعدة بيانات الأفلام السويدية (السويدية)
- ناثان هوب على موقع قاعدة بيانات الفيلم (الإنجليزية)
- ناثان هوب على موقع كينوبويسك (الروسية)